# بيت محسير
تقع إلى الغرب من مدينة القدس، وتبعد عنها حوالي 26 كم، وترتفع 588 مترا عن سطح البحر. بلغت مساحة أراضيها 16268 دونما، وتحيط بها أراضي قرى ساريس، كسلا، إشوع، دير أيوب، اللطرون. وقدر عدد سكانها نحو 450 نسمة في سنة 1875. في أواخر القرن التاسع عشر وقدر عدد سكانها عام 1922 حوالي (1367) نسمة، وفي عام 1945 حوالي 2400 نسمة. يحيط بالقرية العديد من الخرب الأثرية التي تحتوي على جدران متساقطة، وصهاريج منقورة في الصخر، ومغر، وأبنية مربعة. هدمت المنظمات الصهيونية المسلحة القرية وشرّدت أهلها البالغ عددهم عام 1948 حوالي (2784) نسمة، وكان ذلك في 10/5/1948، وعلى أنقاضها أقام الصهاينة مستعمرة (بيت مئير) عام 1948. بلغ مجموع اللاجئين من هذه القرية في عام 1998 حوالي (67097) نسمة.
- في عام 1950 أنشئت مستعمرة «مسيلات تسيون [الإنجليزية]» على أراضيها.
- لا تزال منازل عديدة قائمة في القرية إلى اليوم، مبعثرة بين منازل المستوطنة، كما أن هناك طاحونة قمح ما زالت قائمة.

## القرية اليوم
سلمت منازل عدة، وهي مبعثرة اليوم بين منازل مستعمرة بيت مئير. ويشرف على مساكن المستعمرة منزلان كبيران مستطيلا الشكل، مبنيان بالحجارة البيض ويشتمل كل منهما على ثلاثة أقسام كبرى مريعة. ويبدوا أن القسم الأوسط كان بمثابة حجرة متعددة الأغراض وقاعة استقبال. والمدخل الرئيسي عبارة عن باب عال تعتليه قنطرة مقوسة، وتحف به من جانبيه نافذتان ضيقتان متطاولتان ومقوستان للأعلى على غراره. وللقسمين الآخرين المبنيين في جانبي القاعة الوسطى نوافذ مقوسة للأعلى أيضاً، لكنها أوسع من النافذتين السابق ذكرهما.
ولا تزال بقايا طاحونة قمح، وهي آلة معدنية لها عجلات موازنة مثبتة على بناء حجري، بادية للعيان. وتمتد من الطرف الشرقي للقرية غابة برية قديمة الأشجار، تكسو قمة الجبل. وتنتشر أيضا أنقاض المنازل الحجرية في الجهة الغربية للموقع، ومثلها أنقاض الحيطان الحجرية المحيطة بالبساتين. وتشاهد أيضا بقايا مداخل كهوف كانت آهلة، وآبار مهملة. وثمة منزلان مهجوران إلى الجنوب الغربي من الموقع، في فناء أحدهما خزان ماء. وقد جعل الصندوق القومي اليهودي الغابات الواقعة عند مشارف القرية محمية طبيعية، أطلق عليها اسم (المنطقة رقم 356) وأهداها لنادي الليونز في إسرائيل.

## المغتصبات الصهيونية على اراضي القرية
حتى قبل أن تسقط بيت محسير، كان رئيس القيادة القطرية في الهاغاناه يسرائيل غاليلي، قد بلغ الصندوق القومي اليهودي في أواسط نيسان\ أبريل 1948 ضرورة إنشاء مستعمرة في موقع القرية لأسباب (أمنية) لكن تنفيذ هذه الخطة استغرق بضعة أشهر، اسنتادا إلى وثائق استشهد موريس بها. ثم إن الصندوق القومي اليهودي اقترح، في آب\ أغسطس، خطة تقضي بإنشاء مستعمرة تسمى بيت مثير على أنقاض القرية. ويذكر موريس أن هذه المستعمرة دعيت أصلا لهاغشاما، يوم أنشئت في 27 أيلول\ سبتمبر 1948. وتذكر مصادر أخرى أن بيت مئير (153133) أسست على أراضي القرية في شباط\ فبراير 1950، وأن لهاغشاما، هو الاسم الأصلي لمستعمرة شوريش (156133)، التي أنشئت على أراضي قرية ساريس (قضاء القدس) في سنة 1948. أما مستعمرة مسيلات تسيون فقد أسست في سنة 1950 إلى الشمال الغربي من موقع القرية.

## المسافة من القدس (بالكيلومترات)
26 كم

## متوسط الارتفاع (بالأمتار)
588 م

## ملكية الأرض واستخدامها في 1944\1945 (بالدونمات)
الملكية: الاستخدام:
عربية: 15428 مزروعة: 7573
يهودية: 0 (% من المجموع) (47)
مشاع: 840 مبنية: 77
المجموع: 16268
عدد السكان:1931: 1920
1944\1945: 2400

## بيت محسير قبل سنة 1948
كانت القرية مبنية على الجزء الأعلى من منحدر جبلي، وتشرف من جهة الغرب على سهل ساحلي واسع. وكانت طرق فرعية تصلها بطريق القدس - يافا العام، وبالقرى المجاورة لها. وكان عدد سكانها نحو 450 نسمة في سنة 1875. في أواخر القرن التاسع عشر، وكانت بيت محسير قرية متوسطة الحجم قائمة على بضع ذرى ومشرفة على هضاب تقع دونها إلى جهة الغرب. وكان سكانها يعنون بزراعة الزيتون في الأراضي الواقعة إلى الشمال من القرية، ويتزودون المياه من نبع يقع في الناحية الشمالية الشرقية منها. وكان للقرية شكل شبه المنحرف، وتتجمع منازلها المبنية بالحجارة والطوب في أربعة أحياء منفصلة. وقد توسعت القرية في موازاة الطريق المؤدية إلى القرى المجاورة وسطها من الشرق إلى الغرب. وكانت المتاجر والأبنية العامة، ومنها مسجد القرية، مبنية على جانبي هذا الشارع. وكان سكانها وهم من المسلمين، يفتخرون بأن آخر أئمة المسجد، الشيخ خليل أسعد، كان خريج الأزهر الشريف، وكان لهم في القرية مقامان، فضلا عن المسجد. كما كان فيها مدرسة ابتدائية تقع في الجهة الغربية، ومدرسة ثانوية في الجهة الشرقية، ومدرسة للبنات أقيمت في بناء كان مستوصفا للقرية أصلا.
عمل سكان بيت محسير في الزراعة البعلية فاستنبتوا الحبوب والأشجار المثمرة والزيتون والكرامة. وكانت الغابات تغطي مساحات واسعة قرب القرية. في 1944\1945، كان ما مجموعه 6225 دونما مخصصا للحبوب، و1348 دونما مرويا أو مستخدما للبساتين. وكان في القرية معصرة زيتون وطواحين قمح. وكان في جملة المواقع الأثرية قرب القرية خربة الحويطية (154134)، وخربة الماسي (152135)، وخربة خاتولة (151135)، وخربة السلام (151134).

## معركة وادي الصرار
شارك مجاهدوا اهالي بيت محسير في عدد من المعارك خارج قريتهم فقد شاركوا بمعركة واد الصرار التي جرت في اوائل شهر نيسان من العام 1948
حيث ذكر ان الشهيد حسن سلامة قرر مهاجمة قافلة كبيرة لليهود كانت متجهة إلى القدس الغربية التي كانت القوات الجهادية بقيادة عبد القادر الحسيني قد فرضت على اليهود الذين يبلغ عددهم 100 يهودي موجودين بالقدس طوقا لمنع الامدادات عنهم وقطع الماء وقد اوشكت القوات اليهودية الوجودة بالقدس من الاستسلام - لولا تدخل القوات البريطانية وبعض العصابات اليهودية-
وعندما وصلت القافلة إلى الموقع اطبقت عليها القوة المهاجمة واوقعوا بها خسائر فادحة واستطاعوا الاستيلاء على كمية كبيرة من السيارات المحملة بالمؤن والامدادات كما استولوا على كميات كبيرة من الاسلحة والذخائر
وفي نيسان من عام 1948 هاجم الصهاينة قرية دير محيسن واحتلوها. ولما كانت هذه القرية واقعة ضمن القطاع الغربي من المنطقة الوسطى الممتد من يافا إلى وادي الصرار فقد ارسل الشيخ حسن سلامة المسؤول عن القطاع مجموعة من مناضلين يقدر عددهم بسبعين مناضلا يقودهم الحاج محمود درويش ويعاونه الضابط اليوغسلافي المسلم شوقي بيك ومجموعة كبيرة من اهالي العباسية فدارت معركة طاحنة استطاع خلالها اهالي بيت محسير مع المناضلين من استرجاع قرية دير محيسن خسر خلالها العدو عشرة دبابات وغنم المجاهدون أربعة دبابات وكمية كبيرة من الاسلحة
واستطاعوا معاودة السيطرة على طريق باب الواد امام القوافل المتجهة إلى القدس
وقد مكث مناضلو العباسية ثلاثة أيام في ضيافة اهالي بيت محسير وبعدها عادوا إلى بلدتهم غانمين.
اما الحاج محمود درويش والضابط اليوغسلافي المسلم شوقي بيك وثلاثة من المناضلين فقد اذوا دبابة من الاربعة وتوجهوا إلى قرية القسطل لنجدة عبد القادر الحسيني.

## احتلالها وتهجير سكانها
على الرغم من أن القرية كانت مستهدفة للاحتلال في أثناء عملية نحشون (أنظر بيت نقوبا، قضاء القدس). في أوائل نيسان \ أبريل 1948، فهي لم تحتل إلا في النصف الأول من أيار \ مايو. ففي إثر عملية نحشون، شنت الهاغاناه سلسلة هجمات سعيا لتوسيع الممر الذي شقته إلى القدس، وللاستيلاء على نتوء اللطرون الإستراتيجي. وسقطت بيت محسير خلال عملية مكابي (أنظر خربة بيت فار، قضاء الرملة). على يد لواء هرئيل الحديث التشكيل في إطار البلماح. وقد ورد في (تاريخ الهاغاناه) أنه لم يتم احتلال هذه القرية بسهولة فقد هاجمها رجال البلماح ثلاث ليال، ولم يتم احتلالها إلا في صباح 11\ 5 وتكتفي الرواية بالقول إن المحتلين عثروا فيها على غنائم غنمت من بعض قوافل الهاغاناه العسكرية التي كمن لها في المنطقة، من دون أن تتطرق إلى ما حل بسكان القرية. وذكرت صحيفة (نيويورك تايمز) أن كتيبتين من مغاوير البلماح شاركتا في معركة الساعات الست والثلاثين. وبعد (محاولات تقدم) جرت في 9 أيار\ مايو، تمكنت الكتيبة السادسة التابعة للبلماح (400-500 رجل تقريبا) من السيطرة على مواقع قوية حول القرية، عند الساعة الحادية عشرة من الليلة نفسها. وقد انسحبت القوات العربية ثم شنت هجوما معاكسا استمر يومين، وزعمت الكتيبة في 12 أيار\ مايو أنها استردت السيطرة على بيت محسير غير أن تلك السيطرة لم تكن فيما يبدو محكمة.
كان فوج القادسية في جيش الإنقاذ العربي يدافع عن القرية. وقد وصف قائد جيش الإنقاذ فوزي القاوقجي وأن الوضع من وجهة النظر العربية. ففي 9 أيار \ مايو، ذكر أن قواته (صدت هجوما يهوديا عنيفا على بيت محسير، كان الهدف منه فتح طريق القدس). وفي اليوم التالي، أبرق قائد القوة العربية المتمركزة في بيت محسير المقدم مهدي صالح بأن الوضع بات (حرجا). فأرسل القاوقجي إحدى كتيبتين احتياطيتين إلى المنطقة ساعدت في تطويق مفرزة كبيرة من القوات اليهودية. وفي 11 أيار \ مايو، أشيع أن هذه المفرزة بدأت تنسحب وأن وحدات جيش الا نفاذ العربي استولت على الغابة القريبة من القرية. لكن في 12 أيار\ مايو بلغ القاوقجي القيادة العليا (أن القوات اليهودية القادمة من القدس ومشارفها نجحت في دخول بيت محسير بفضل ما كانت تمد به باستمرار من تعزيزات ضخمة بكل أنواع الأعتدة). وأشار إلى أن القرية استرجعت في اليوم نفسه بعد قصف بالمدفعية وهجوم صدامي. غير أن استرجاعها لم يدم طويلا، في أرجح الظن، إذا ما لبثت القوات الإسرائيلية أن احتلتها وسوتها بالأرض وهذا استنادا إلى المؤرخ الإسرائيلي بني موريس.
في أواخر آذار\ مارس، نقلت صحيفة (نيويورك تايمز) أن الجيش البريطاني احتل القرية لمدة وجيزة. فقد قاومت بيت محسير، إلى إشوع وعرتوف هجوما بريطانيا بعد أن أغار العرب على مستعمرة هوطوف القريبة.

## معارك باب الواد وسقوط قرية بيت محسير

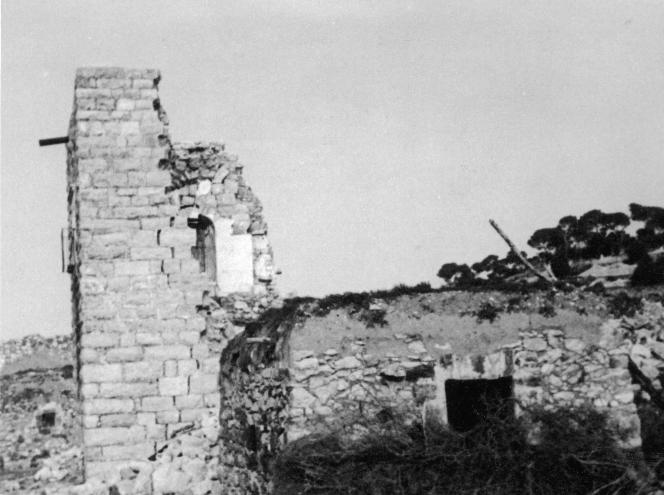
يظهر في الصورة بيت مدمر في قرية بيت محسير في أعقاب حرب 1948، بعد تهجير سكانها، وأقيم على أنقاضها مستوطنة بيت مئير.

كان اهالي بيت محسير كما اسلفنا يتفننون في قطع الامدادات وتعطيل القوافل وضربها ومن هذه الاحداث التي يذكرها اهالي بيت محسير مرت قافلة ضخمة للعدو الصهيوني من باب الواد في طريقها إلى القدس الشريف تتقدمها دبابة للعدو، وقد كان الثوار من اهالي بيت محسير والبالغ عددهم أكثر من 500 مجاهد ومعهم بعض الاخوة من القرى المجاورة قد زرعوا لغما ارضيا وما ان مرت عليه الدبابة حتى تفجرت ووقع العدوا تحت رحمة نيران الثوار الذين رشقوهم بالرصاص ومثل الشتاء وكان قلب الثوار ما زال يأن على دير محيسن فقد استمر القتل والتدميربالصهاينة فقد دمروا أكثر من 70 سيارة بحمولتها وقد غنم الثوار ما بقي من القافلة من مواد واحرقوا السيارات الباقية .
بعد تلك الواقعة بعث اليهود مع بعض وجهاء من قرية أبو غوش رسالة يبلغون اهالي بيت محسير بانه إذا لم يعترضوا مسار أي قافلة متوجهة إلى القدس عن طريق باب الواد وبالمقابل يتم تسليم اهالي بيت محسير سيارتين كل اسبوع من السكر والزيت والمؤن ورفض اهالي بيت محسير هذا العرض بل واصروا ان يواجهوا كل قوافل الاحتلال بالنار ويمنعوها من المرور وبالفعل نفذ اهالي بيت محسير ذلك التهديد حيث استمروا بقطع الطريق وقتل الجنود في منطقة باب الواد وكان هذا العمل قد اثر على 100الف يهودي محاصرين في القدس فقرر اليهود انه يجب احتلال هذه القرية مع انهم يحاولون احتلالها منذ أربعة شهور وقد عجزو فانتظروا إلى ان تمت لهم الهدنة بواسطة الدول العربية حتى استفردوا في قرية بيت محسير
حيث حضر إلى القرية إميل الغوري ومعه بعض قادة من جيش الإنقاذ فقد كانت أوامر قيادتهم تقضي باغلاق طريق باب الواد نهائيا الامر الذي عارضه اهالي بيت محسير حيث رلأوا ان باغلاقه سيعمل الصهاينة على طريق بديل وسيخرجون من مصيدة باب الواد المقامة لحماية القدس الشريف فهذه المصيدة هي ما يكبد العدوا الخسائر اما ان اغلقوها فسيجعلون الصهاينة يجتهدون في طريق بديل وقد تسقط القدس بتلك المغامرة الا ان قادة جيش الإنقاذ اصروا على اغلاق هذه الطريق وتم اغلاق الطريق وبعد فترة وجيزة تفاجئ اهالي بيت محسير بعقد هدنة، وبعد سريان الهدنة بيوم عثر أحد المزارعين على اثار للعدو الصهيوني في ظهر علان وان اثارهم تدل على انهم اعداد كبيرة وقد حفروا خنادق تحت جنح الظلام وفورا بعث اهالي بيت محسير إلى جماعة السيد هارون بن جازي المتواجدين غرب باب الواد بالتقدم نحو بيت محسير فورا لان العدوا حشد اعدادا كبيرة جدا لا قبل لنا بها وفي يوم 9/5/1948 وعند العصر استحكم الثوار من اهالي بيت محسير وجماعة هارون بن جازي في الخنادق التي حفرها الصهاينة ليلا وقد توزع المجاهدين على مسافة 2000 متر لحراسة بيت محسير من الشرق حيث كانت جموع اليهود قد وصلت وفي الثانية عشر ليلا تحركت القوات الصهونية المهاجمة من مستعمرة زبود قرب قرية أبو غوش إلى باب الواد من اجل مهاجمة بيت محسير، وعند وصول القوات الصهيونية المحتشدة حوالي الساعة الثالثة صباحا وبعد ان أخذ قادتهم بتوزيع الوحدات لاخذ مواقعها وإذا بالثوار قد انهالوا عليهم بالرصاص من كل جانب حيث لم يتمكن أي جندي صهيوني من اطلاق رصاصة من هول المفاجئة وكانت خسائرهم كثيرة جدا لا تحصى وقد خاب كيدهم
وهذه كانت في 10/5/1948
وفي 11/5/1948 وبينما المجاهدون يقومون باستبدال مواقعهم السابقة الساعة الرابعة صباحا وإذا بحشود من قطعان الصهاينة ثد هاجمو من الاحراج المقابلة لظهر علان وقد كان عددهم كثير جدا واستمروا في تقدمهم إلى راس الحية ومن ثم فوق باب الواد من غرب الحاووز ومنها إلى الخربة ثم اتجهوا شرقا إلى ظهر علان فقامت المعركة الثانية وانسحب المجاهدون من ظهر علان شرقا وبقيت المعركة مستمرة حتى الساعة الثالثة صباحا من يوم 12/5/1948 وتحت ضغط قلة الذخيرة ونفاذه رأى المجاهدون الانسحاب إلى اطراف البلدة واستشهد في هذه المعركة كل من السيد عبد الرحمن رشيد احمد وكذلك احمد نافع سلامة في المنظار واحمد أبو زيادة / برصاص قناصة صهيوني
وفي نفس اليوم 12/5/1948 عزز الصهاينة هجومهم بدبابات قدمت من تل ابيب وقد هاجموا القرية من الشرق والغرب حيث تقضي خطتهم بان تمر سيارات للعدوا من باب الواد حيث يتمركز تركيز المجاهدين عليها وتهاجم قوات من المشاة القرية من منطقة لا يتوقعها المجاهدون وذلك ما حصل فقد اتت قطعان مشاة اليهود من المنطقة الشرقية التي لا يستطيع أي شخص غير من يسكن المنطقة أو قد ترعرع بها معرفتها لانها غير معروفة فقد ساعدهم شخص من القرية المجاورة لبيت محسير وقادهم إلى شرق بيت محسير من خلال هذه الطريق فتفاجئ المجاهدون حيث بدأ الهجوم عليهم من تلك المنطقة واستطاع قطعان العدو من السيطرة على حارة دار سعادة الواقعة بالجهة الشرقية والشمالية للبلدة حيث نسفوا البيوت وقتلوا من وجدوه بها وانسحب المجاهدون إلى جنوب البلدة منتظرين المدد في العتاد لنقص كبير اصابهم ومع عصر ذلك اليوم وصلت الذخيرة واستطاعوا دحر العدوا إلى حدود القرية الشمالية لكن اليهود ما تركوا مكانا الا وزرعوا فيه الغام انتقاما مما فعله بهم اهالي بيت محسير وحيث انهم تيقنوا انهم لا يستطيعون الصمود امام ضربات المقاومة حتى انهم نبشوا قبر الشهيد عبد الرحمن رشيد عبد الله ومثلوا به انتقاما لما كان يفعله بهم وكذلك نسفوا مسجد القرية فوق رؤوس من كان به من النجدات (الاشخاص الذين هبوا لنجدة بيت محسير) ومن ثم انسحبوا إلى خارج حدود القرية الا ن القوات المحتلة قد كانت تستمر في تعزيزاتها حتى وصل عدد جنودها إلى 12000 جندي يهودي مع عدد من المدفعيات التي لم تتوقف عن دك القرية
وكان ذلك كما قلنا في فترة الهدنة التي فرضتها على اهالي فلسطين الدول العربية بالتعاون مع العدو الصهيوني وهكذا شرد أهل بيت محسير من ارضهم من قبل قطعان اليهود وزمرة من الدول العربية في 12\ 5 تواطئت معهم
وهكذا في تمام الساعة التاسعة صباحا في 12/5/1948 احتل الصهاينة قرية بيت محسير وشردوا اهلها
سقوط قرية بيت محسير حسب الروايات الرسمية - الرواية الأولى
كان رئيس القيادة القطرية في الهاغاناه يسرائيل غاليلي، قد بلغ الصندوق القومي اليهودي في أواسط نيسان\ أبريل 1948 ضرورة إنشاء مستعمرة في موقع القرية لأسباب (أمنية) لكن تنفيذ هذه الخطة استغرق بضعة أشهر، اسنتادا إلى وثائق استشهد موريس بها. ثم إن الصندوق القومي اليهودي اقترح، في آب\ أغسطس، خطة تقضي بإنشاء مستعمرة تسمى بيت مثير على أنقاض القرية. ويذكر موريس أن هذه المستعمرة دعيت أصلا لهاغشاما، يوم أنشئت في 27 أيلول\ سبتمبر 1948. وتذكر مصادر أخرى أن بيت مئير أسست على أراضي القرية في شباط\ فبراير 1950, وأن لهاغشاما، هو الاسم الأصلي لمستعمرة شوريش، التي أنشئت على أراضي قرية ساريس (قضاء القدس) في سنة 1948. أما مستعمرة مسيلات تسيون فقد أسست في سنة 1950 إلى الشمال الغربي من موقع القرية احتلالها وتهجير سكانها على الرغم من أن القرية كانت مستهدفة للاحتلال في أثناء عملية نحشون . في أوائل نيسان \ أبريل 1948، فهي لم تحتل إلا في النصف الأول من أيار \ مايو. ففي إثر عملية نحشون، شنت الهاغاناه سلسلة هجمات سعيا لتوسيع الممر الذي شقته إلى القدس، وللاستيلاء على نتوء اللطرون الإستراتيجي. وسقطت بيت محسير خلال عملية مكابي . على يد لواء هرئيل الحديث التشكيل في إطار البلماح. وقد ورد في (تاريخ الهاغاناه) أنه لم يتم احتلال هذه القرية بسهولة فقد هاجمها رجال البلماح ثلاث ليال، ولم يتم احتلالها إلا في صباح 11\ 5 وتكتفي الرواية بالقول إن المحتلين عثروا فيها على غنائم غنمت من بعض قوافل الهاغاناه العسكرية التي كمن لها في المنطقة، من دون أن تتطرق إلى ما حل بسكان القرية. وذكرت صحيفة (نيورك تايمز) أن كتيبتين من مغاوير البلماح شاركتا في معركة الساعات الست والثلاثين. وبعد (محاولات تقدم) جرت في 9 أيار\ مايو، تمكنت الكتيبة السادسة التابعة للبلماح (400-500 رجل تقريبا) من السيطرة على مواقع قوية حول القرية، عند الساعة الحادية عشرة من الليلة نفسها. وقد انسحبت القوات العربية ثم شنت هجوما معاكسا استمر يومين، وزعمت الكتيبة في 12 أيار\ مايو أنها استردت السيطرة على بيت محسير غير أن تلك السيطرة لم تكن فيما يبدو محكمة. كان فوج القادسية في جيش الإنقاذ العربي يدافع عن القرية. وقد وصف قائد جيش الإنقاذ فوزي القاوقجي وأن الوضع من وجهة النظر العربية. ففي 9 أيار \ مايو، ذكر أن قواته (صدت هجوما يهوديا عنيفا على بيت محسير، كان الهدف منه فتح طريق القدس). وفي اليوم التالي، أبرق قائد القوة العربية المتمركزة في بيت محسير المقدم مهدي صالح بأن الوضع بات (حرجا). فأرسل القاوقجي إحدى كتيبتين احتياطيتين إلى المنطقة ساعدت في تطويق مفرزة كبيرة من القوات اليهودية. وفي 11 أيار \ مايو، أشيع أن هذه المفرزة بدأت تنسحب وأن وحدات جيش الا نفاذ العربي استولت على الغابة القريبة من القرية. لكن في 12 أيار\ مايو بلغ القاوقجي القيادة العليا (أن القوات اليهودية القادمة من القدس ومشارفها نجحت في دخول بيت محسير بفضل ما كانت تمد به باستمرار من تعزيزات ضخمة بكل أنواع الأعتدة). وأشار إلى أن القرية استرجعت في اليوم نفسه بعد قصف بالمدفعية وهجوم صدامي. غير أن استرجاعها لم يدم طويلا، في أرجح الظن، إذا ما لبثت القوات الإسرائيلية أن احتلتها وسوتها بالأرض وهذا استنادا إلى المؤرخ الإسرائيلي بني موريس. في أواخر آذار\ مارس، نقلت صحيفة (نيورك تايمز) أن الجيش البريطاني احتل القرية لمدة وجيزة. فقد قاومت بيت محسير، إلى إشوع وعرتوف هجوما بريطانيا بعد أن أغار العرب على مستعمرة هوطوف القريبة..
سقوط قرية بيت محسير حسب الروايات الرسمية - الرواية الثانية
على الرغم من أن القرية كانت مستهدفة للاحتلال في أثناء عملية نحشون (أنظر بيت نقوبا، قضاء القدس). في أوائل نيسان \ أبريل 1948, فهي لم تحتل إلا في النصف الأول من أيار \ مايو. ففي إثر عملية نحشون، شنت الهاغاناه سلسلة هجمات سعيا لتوسيع الممر الذي شقته إلى القدس، وللاستيلاء على نتوء اللطرون الإستراتيجي. وسقطت بيت محسير خلال عملية مكابي (أنظر خربة بيت فار، قضاء الرملة). على يد لواء هرئيل الحديث التشكيل في إطار البلماح. وقد ورد في (تاريخ الهاغاناه) أنه لم يتم احتلال هذه القرية بسهولة فقد هاجمها رجال البلماح ثلاث ليال، ولم يتم احتلالها إلا في صباح 11\ 5 وتكتفي الرواية بالقول إن المحتلين عثروا فيها على غنائم غنمت من بعض قوافل الهاغاناه العسكرية التي كمن لها في المنطقة، من دون أن تتطرق إلى ما حل بسكان القرية. وذكرت صحيفة (نيورك تايمز) أن كتيبتين من مغاوير البلماح شاركتا في معركة الساعات الست والثلاثين. وبعد (محاولات تقدم) جرت في 9 أيار\ مايو، تمكنت الكتيبة السادسة التابعة للبلماح (400-500 رجل تقريبا) من السيطرة على مواقع قوية حول القرية، عند الساعة الحادية عشرة من الليلة نفسها. وقد انسحبت القوات العربية ثم شنت هجوما معاكسا استمر يومين، وزعمت الكتيبة في 12 أيار\ مايو أنها استردت السيطرة على بيت محسير غير أن تلك السيطرة لم تكن فيما يبدو محكمة.
كان فوج القاديسة في جيش الإنقاذ العربي يدافع عن القرية. وقد وصف قائد جيش الإنقاذ فوزي القاوقجي وأن الوضع من وجهة النظر العربية. ففي 9 أيار \ مايو، ذكر أن قواته (صدت هجوما يهوديا عنيفا على بيت محسير، كان الهدف منه فتح طريق القدس). وفي اليوم التالي، أبرق قائد القوة العربية المتمركزة في بيت محسير المقدم مهدي صالح بأن الوضع بات (حرجا). فأرسل القاوقجي إحدى كتيبتين احتياطيتين إلى المنطقة ساعدت في تطويق مفرزة كبيرة من القوات اليهودية. وفي 11 أيار \ مايو، أشيع أن هذه المفرزة بدأت تنسحب وأن وحدات جيش الا نفاذ العربي استولت على الغابة القريبة من القرية. لكن في 12 أيار\ مايو بلغ القاوقجي القيادة العليا (أن القوات اليهودية القادمة من القدس ومشارفها نجحت في دخول بيت محسير بفضل ما كانت تمد به باستمرار من تعزيزات ضخمة بكل أنواع الأعتدة). وأشار إلى أن القرية استرجعت في اليوم نفسه بعد قصف بالمدفعية وهجوم صدامي. غير أن استرجاعها لم يدم طويلا، في أرجح الظن، إذا ما لبثت القوات الإسرائيلية أن احتلتها وسوتها بالأرض وهذا استنادا إلى المؤرخ الإسرائيلي بني موريس.
في أواخر آذار\ مارس، نقلت صحيفة (نيورك تايمز) أن الجيش البريطاني احتل القرية لمدة وجيزة. فقد قاومت بيت محسير، إلى إشوع وعرتوف هجوما بريطانيا بعد أن أغار العرب على مستعمرة هوطوف القريبة.
هذه هي الرواية الرسمية
الهجرة والقرية اليوم
قامت المنظمات الصهيونية المسلحة بهدم القرية وتشريد أهلها البالغ عددهم عام 1948 حوالي (2784) نسمة، وكان ذلك في 1948.5.10، وعلى أنقاضها أقام الصهانية مستعمرة (بير مئير) عام 1948. ويبلغ مجموع اللاجئين من هذه القرية في عام 1998 حوالي (17097) نسمة (اللاجئين المسجلين فقط..... العدد الكامل من 60 إلى 70 الف). * في عام 1950 أنشئت مستعمرة «مسيلات تسيون» على أراضيها سلمت منازل عدة، وهي مبعثرة اليوم بين منازل مستعمرة بيت مئير. ويشرف على مساكن المستعمرة منزلان كبيران مستطيلان الشكل، مبنيان بالحجارة البيض ويشتمل كل منهما على ثلاثة أقسام كبرى مريعة. ويبدوا أن القسم الأوسط كان بمثابة حجرة متعددة الأغراض وقاعة استقبال. والمدخل الرئيسي عبارة عن باب عال تعتليه قنطرة مقوسة، وتحف به من جانبيه نافذتان ضيقتان متطاولتان ومقوستا الأعلى على غراره. وللقسمين الآخرين المبنيين في جانبي القاعة الوسطي نوافذ مقوسة الأعلى أيضا، لكنها أوسع من النافذتين السابق ذكرهما. ولا تزال بقايا طاحونة قمح، وهي آلة معدنية لها عجلات موازنة مثبتة على بناء حجري، بادية للعيان. وتمتد من الطرف الشرقي للقرية غابة برية قديمة الأشجار، تكسو قمة الجبل. وتنتشر أيضا أنقاض المنازل الحجرية في الجهة الغربية للموقع، ومثلها أنقاض الحيطان الحجرية المحيطة بالبساتين. وتشاهد أيضا بقايا مداخل كهوف كانت آهلة، وآبار مهملة. وثمة منزلان مهجوران إلى الجنوب الغربي من الموقع، في فناء أحدهما خزان ماء. وقد جعل الصندوق القومي اليهودي الغابات الواقعة عند مشارف القرية محمية طبيعية، أطلق عليها اسم (المنطقة رقم 356) وأهداها لنادي (الليونز) في إسرائيل.

## أسماء الشهداء الفلسطينيين من بيت محسير
الشهيد راشد عليان جابر معركة غزة / العثمانيين ضد البريطانيين
الشهيد علي صالح محمد علي معركة غزة / العثمانيين ضد البريطانيين
الشهيد حسين حمدان قطيط معركة غزة / العثمانيين ضد البريطانيين
الشهيد محمد احمد محمد 1936 م
الشهيد إبراهيم حمدان تيم 1937 م / نسف الساحة
الشهيد موسى غنايم 1937 م / نسف الساحة
الشهيد احمد حمدان تيم 19/9/1946 نسف محطة القطار بين صفافا وبتير
الشهيد احمد شريف الحموي 19/9/1946 نسف محطة القطار
الشهيد العبد احمد سليمان 1947 / معركة عرتوف
الشهيد عزت احمد علي معركة خلدة
الشهيد حسن محمد يوسف معركة خلدة
الشهيد علي عيسى محمد يوسف احتلال دير محيسن /خلة الحاج
الشهيد عبد الله سليم احتلال دير محيسن /خلة الحاج
الشهيد عبد الرحمن رشيد عبد الله 12/5/1948 بيت محسير/شرقي القرية
الشهيد يوسف محمود تيم 12/5/1948 بيت محسير
الشهيد موسى عطية 12/5/1948 بيت محسير
الشهيد حسن حسين حماد 12/5/1948 بيت محسير
الشهيد يوسف صالح يوسف 12 /5/1948 بيت محسير
الشهيد محمد سليمان سليم 12/5/1948 بيت محسير
الشهيد خليل ابوعليان عيسى أبو شحادة 12/5/1948 بيت محسير
الشهيد سعيد عيسى أبو شحادة 12/5/1948 بيت محسير
الشهيد محمد عايش علي أبو شرخ 12/5/1948 بيت محسير/دير محيسن
الشهيد علي حسين حماد 12/5/1948 بيت محسير/ سدرة الموكب -الخلايل
الشهيد حسن محمد قاسم 12/5/1948 بيت محسير / سدرة الموكب -الخلايل
الشهيد العبد نمورة 12/5/1948 بيت محسير / الدباغة – قرب خلدة
الشهيد محمد حمدان تيم 12/5/1948 بيت محسير / معارك باب الواد
الشهيد خالد العبد حماد الصوص 12/5/1948 بيت محسير
الشهيدة مريم قطيط 12/5/1948 بيت محسير
الشهيدة حنونة 12/5/1948 بيت محسير
الشهيدة ام العبد (حسن جبر) 12/5/1948 بيت محسير
الشهيدة بنت عيسى محمد صالح 12/5/1948 بيت محسير
الشهيدة نعمة عنقير جندية 12/5/1948 بيت محسير
الشهيد الطفل محمد محميد
الشهيد عبد عثمان سعيد